# فريق النمور
يتكون فريق النمور من متخصصين تم تجميعهم للعمل على هدف معين أو لحل مشكلة معينة.

## مصطلح
استخدمت ورقة عام 1964 بعنوان إدارة البرامج في التصميم والتطوير مصطلح فريق النمور وعرفتها بأنها «فريق من المتخصصين التقنيين غير المسجلين وغير المقيدين الذين تم اختيارهم لخبرتهم وطاقتهم وخيالهم، وتم تكليفهم بتعقب كل مصدر محتمل للفشل في نظام فرعي للمركبة الفضائية أو محاكاة لها». تتكون الورقة من حكايات وإجابات لأسئلة من فريق حول تحسين القضايا في إدارة البرنامج فيما يتعلق بالاختبار وضمان الجودة في تطوير وإنتاج المركبات الفضائية. كان أحد المؤلفين والتر سي ويليامز مهندس في مركز المركبات الفضائية المأهولة وجزء من اللجنة الاستشارية الوطنية للملاحة الجوية في قاعدة إدواردز الجوية. يقترح ويليامز أن فريق النمور هي طريقة فعالة ومفيدة لتعزيز مصداقية الأنظمة والانظمة الفرعية في سياق بيئات الطيران الفعلية. لاحظت جين جودال من بين آخرين أن النمور ليست حيوانات متعاونة واقترحت الإشارة إلى فريق الشمبانزي بسبب التعاون المكثف الذي يحدث في مجموعات الشمبانزي الاجتماعية.

## أمثلة
- كان فريق النمور حاسمًا في مهمة أبولو 13 للهبوط على سطح القمر في عام 1970. أثناء المهمة، تعطل جزء من وحدة خدمة أبولو 13 وانفجر. تم تشكيل فريق من المتخصصين لإصلاح المشكلة وإعادة رواد الفضاء إلى الأرض بأمان، بقيادة مدير عمليات الرحلات والبعثات في ناسا جين كرانز. تسلم كرانز وأعضاء «الفريق الأبيض» الذي أطلق عليه فيما بعد «فريق النمور» وسام الحرية الرئاسي لجهودهم في مهمة أبولو 13.
- في العمل الأمني، فريق النمور هو مجموعة تختبر قدرة المنظمة على حماية أصولها من خلال محاولة هزيمة أمنها المادي أو أمن المعلومات. في هذا السياق، غالبًا ما يكون فريق النمور فريقًا دائمًا لأن الأمن عادةً ما يكون أولوية مستمرة. على سبيل المثال، أحد تطبيقات نهج فريق النمور لأمن المعلومات يقسم الفريق إلى مجموعتين متعاونتين: واحدة لبحوث الثغرات الأمنية، والتي تكتشف الجوانب الفنية للثغرة الأمنية وتبحث عنها، والأخرى لإدارة الثغرات الأمنية، والتي تدير الاتصال والتغذية الراجعة بين الفريق والمؤسسة، بالإضافة إلى ضمان تتبع كل ثغرة أمنية تم اكتشافها طوال دورة حياتها وحلها في النهاية.
- تم تنفيذ مبادرة شاركت فيها فرق النمور من قبل وزارة الطاقة الأمريكية (DOE) تحت إشراف وزير الطاقة آنذاك جيمس دي واتكينز. من عام 1989 حتى عام 1992، شكلت وزارة الطاقة فرق النمور لتقييم 35 منشأة تابعة لوزارة الطاقة للامتثال لمتطلبات البيئة والسلامة والصحة. ابتداءً من أكتوبر 1991، تم تشكيل فريق النمور الأصغر لإجراء تقييمات متابعة أكثر تفصيلاً للتركيز على القضايا الأكثر إلحاحًا.
- يجمع مركز الهندسة والسلامة التابع لوكالة ناسا (NESC) «فريق النمور» من المهندسين والعلماء من عدة مراكز تابعة لناسا للمساعدة في حل المشكلات المعقدة عند طلب مشروع أو برنامج.

## روابط خارجية
- "All About Tiger Team"